# Linia kolejowa Oberröblingen – Allstedt
Linia kolejowa Oberröblingen – Allstedt – dawna lokalna, jednotorowa linia kolejowa w kraju związkowym Saksonia-Anhalt, w Niemczech. Łączyła Oberröblingen, dzielnicę Sangerhausen z miejscowością Allstedt.